# 관잉

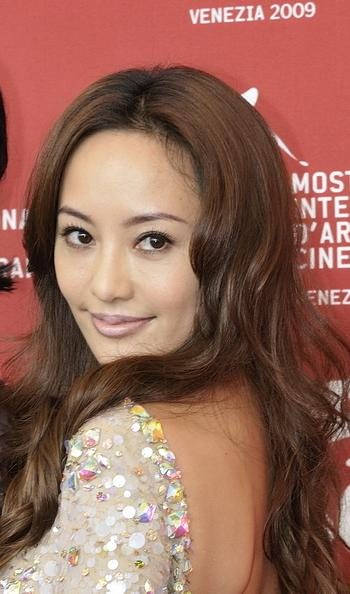

테리 콴(Terri Kwan, 1976년 7월 2일 ~ )은 중화민국의 배우, 영화배우, 텔레비전 배우이다.
도쿄도에서 태어났다.

## 방송
- 별빛 소나타
- 저리발현애
- 후조e인
- 천국적가의
- 우견귤화향

## 영화
- 블랙 앤 화이트: 던 오브 저스티스 (2014년)
- 마더2호 (2013년)
- 마이 럭키 스타 (2013년)
- 청규아영웅 (2012년)
- 블랙 앤 화이트 (2012년)
- 네 번째 초상화 (2010년)
- 눈물의 왕자 (2009년)
- 여기서 널 기다릴게 (2008년) - 루이 역
- 흉매 (2008년)
- 버튼맨 (2008년)
- 신선자 (2007년)
- 기인결정아애니 (2007년)
- 군계 (2007년)
- 가족 상속 괴담 (2005년) - 요 역
- 턴 레프트, 턴 라이트 (2003년)
- 데드 오어 얼라이브 3 - 파이널 (2002년)
- 고양이를 데려다 줘 (2002년)